# اکمی (ایندیانا)
اکمی، ایندیانا (به انگلیسی: Acme, Indiana) در ایالات متحده آمریکا است که در ایندیانا واقع شده‌است.

## خصوصیات
اکمی ۳۰ نفر جمعیت دارد و ۱۸۵٫۹۳ متر بالاتر از سطح دریا واقع شده‌است.